# XRCO
X-Rated Critics Organization (XRCO) は、アダルト・エンターテインメント業界での功績に対し1年毎に賞を授与する、業界内の著作家・編集者で構成されるアメリカ合衆国の団体。

## 概要
組織はロサンゼルス、ニューヨーク、フィラデルフィアの著作家達から構成され、1984年に設立された。AVNアワード獲得の映画製作者・歴史家のジム・ホリデー (Jim Holliday) が、XRCOの創立者だった。
最初のXRCO賞は、1985年2月14日にハリウッドで贈られた。1991年までは、賞は毎年バレンタインデーに贈られた。
現在のメンバーは広範囲にわたる成人向け出版物とインターネットサイトからの著作家を含んでいる。多くのメンバーは、フルタイムでこの仕事に従事しており、何人かは、映画批評に重点を置く大学の学位も持っている。（2019年）現在、XRCO殿堂 (Hall of Fame) を含む31部門の俳優、監督、映画の業績を評価する賞がある。
XRCOの初代会長ジャレド・ラター (Jared Rutter) は2004年に退き、現在「名誉会長」として認められている。（2008年）現在の会長は、"ダーテイ・ボブ"・クロッツ ("Dirty Bob" Krotts) とディック・フリーマン (Dick Freeman) が共同で務めている。

## 著名なメンバー
XRCOのメンバーには、ダークレディー (Darklady) 、グラム・ポネート (Gram Ponate) 、ダン・ミラー (Dan Miller)（AVNの編集者）といった重要なアダルトジャーナリストが含まれている。